# Juan de Prado
Juan (Daniel) de Prado (* um 1612 in Andalusien; † um 1670 in Antwerpen) war ein spanisch-jüdischer Arzt und Philosoph.

## Leben
Juan de Prado wurde um 1612 in Spanien in eine ursprünglich portugiesisch-marranische Familie aus Vila Flor geboren. Er wuchs in Lopera (Provinz Jaén) auf. Er studierte Theologie an der Universität Alcalá de Henares und Medizin an der Universität von Toledo, wo er sein Studium 1638 mit dem Doktortitel abschloss. Seit dieser Zeit sind seine kryptojüdische Aktivitäten bekannt. Entsprechend zog er die Aufmerksamkeit der Inquisition auf sich. Als der Druck des Santo officio auf seine Familienangehörigen erhöht wurde, zog er mit seiner Frau und seiner Mutter um 1650 als Leibarzt des Erzbischofs von Sevilla nach Rom und von dort 1654 nach Hamburg. Hier trat er in die sefardische Gemeinde ein und nahm den Namen Daniel an. Bereits 1655 zog er weiter nach Amsterdam, wo er in die Gemeinde Talmud Torah eintrat und sich als praktizierender Arzt im Collegium medicum einschrieb.
In Amsterdam nahm er Kurse beim orthodoxen Rabbi Morteira und befasste sich daneben mit den Schriften von Maimonides und Crescas. Um Prado bildet sich ein Zirkel von jungen jüdischen Intellektuellen, die neue Ideen diskutierten. Unter ihnen soll sich auch der junge Spinoza befunden haben. Prado vertrat ähnliche Ideen wie vor ihm Uriel da Costa. Auch er bezweifelte die göttliche Herkunft der mosaischen Gesetze und stellte die Autorität der Rabbiner in Frage. Er lehnte das Dogma von der Unsterblichkeit der Seele ab und vertrat die deistische Ansicht vom Vorrang des Naturgesetzes. Die Folge war, dass Prado (gleichzeitig mit Spinoza) 1656 von der jüdischen Gemeinde der Bann angedroht wurde. Obwohl er seine Ideen öffentlich in der Synagoge widerrief, wurde er zusammen mit Daniel Ribeira erneut angeklagt und 1658 schließlich aus der Gemeinde exkommuniziert. Sein erneutes Gesuch an die Gemeinde, ihn vom Bann zu befreien, wurde abgelehnt.
Prado verließ Amsterdam um 1660 und zog sich in das damals spanische Antwerpen zurück. Der Kontakt mit Amsterdam brach nicht ganz ab. In 1660er Jahr richtet sein früherer Freund und jetziger Gegner Isaak Orobio de Castro mehrere Briefe von dort an ihn; so die Epistola Invectiva Contra Prado (1663/64), in dem ausführlich die strittigen Ideen Prados dargelegt sind. Dr. Juan de Prado starb zwischen 1666 und 1672 vermutlich in der Gegend von Antwerpen. Seinem Tod widmete der marranische Dichter Miguel de Barrios 1672 in Amsterdam ein (abfälliges) Gedicht.